# Chozas de Canales
Chozas de Canales é um município da Espanha na província de Toledo, comunidade autónoma de Castilla-La Mancha, de área 33 km² com população de 2084 habitantes (2006) e densidade populacional de 49,13 hab/km².

## Demografia
| Variação demográfica do município entre 1991 e 2004 | Variação demográfica do município entre 1991 e 2004 | Variação demográfica do município entre 1991 e 2004 | Variação demográfica do município entre 1991 e 2004 |
| --------------------------------------------------- | --------------------------------------------------- | --------------------------------------------------- | --------------------------------------------------- |
| 1991                                                | 1996                                                | 2001                                                | 2004                                                |
| 922                                                 | 1006                                                | 1167                                                | 1613                                                |